# Хіміч Василь Васильович
Василь Васильович Хіміч (нар. 17 травня 2001, с. Пістрялово, Закарпатська область, Україна) — український футболіст, центральний нападник угорського клубу «Кішварда». Має також угорське громадянство (угор. Himics László).

## Життєпис
Народився в селі Пістрялово, Закарпатська область. З 2014 по 2018 рік виступав за «Мункач», за винятком нетривалого періоду часу, коли Василь виступав за «Метеор» (Пістрялове). У 2018 році приєднався до академії «Кішварди». У футболці «Кішварди» дебютував 13 червня 2020 року в програному (0:1) виїзному поєдинку 29-го туру чемпіонату Угорщини проти «Ференцвароша». Хімич вийшов на поле на 46-ій хвилині, замінивши Сассу.

## Статистика виступів

### Клубна
Станом на 13 червня 2020
| Клуб              | Сезон             | Ліга               | Ліга  | Ліга | Кубок | Кубок | Континентальні | Континентальні | Інші  | Інші | Загалом | Загалом |
| Клуб              | Сезон             | Дивізіон           | Матчі | Голи | Матчі | Голи  | Матчі          | Голи           | Матчі | Голи | Матчі   | Голи    |
| ----------------- | ----------------- | ------------------ | ----- | ---- | ----- | ----- | -------------- | -------------- | ----- | ---- | ------- | ------- |
| «Кішварда»        | 2019–20           | Чемпіонат Угорщини | 1     | 0    | 0     | 0     | —              | —              | 0     | 0    | 1       | 0       |
| «Кішварда»        | Загалом           | Загалом            | 1     | 0    | 0     | 0     | 0              | 0              | 0     | 0    | 1       | 0       |
| Усього за кар'єру | Усього за кар'єру | Усього за кар'єру  | 1     | 0    | 0     | 0     | 0              | 0              | 0     | 0    | 1       | 0       |